# Радівецький повіт
Радівецький повіт (нім. Bezirk Radautz) — адміністративна одиниця у складі Герцогства Буковина (1849-1918). Адміністративний центр — місто Радівці.

## Розташування
Радівецький повіт розташовувався в центральній частині Герцогства Буковина, та простягався від Серетського повіту на сході до адміністративної межі з Угорським королівством (комітат Мармарош) на заході. На півночі межував з Вижницьким і Сторожинецьким повітами, на півдні — Ґурагуморським і Кимполунгським.

## За часів Австро-Угорщини
У 1849 Буковинський округ було відокремлено від Королівства Галичини та Володимирії зі статусом коронного краю — Герцогство Буковина.

Після адміністративної реформи 1850 року з чотирьох повітів та окремого околу було утворено 15 повітів, зокрема й Радівецький  (шляхом відокремлення західних околів Серетського повіту).

В результаті адміністративної реформи 1865-1867 Сторожинецький повіт зберіг свій статус, і залишався одним з 11 повітів герцогства.

Станом на 1868 рік Радівецький повіт складався з населених пунктів судових повітів Радівці (налічував 47 823 мешканці) та Солка (налічував 19 928 мешканців). У 1886 р. Було визначено створення ще одного судового округу, для якого три муніципалітети судового округу Радівці були об'єднані в судовий повіт Селятин. Указ набрав чинності з 1 червня 1888 р. З 1 жовтня 1893 року судовий округ Солка був вилучений з судового повіту Радівці й об'єднаний з судовим повітом Ґурагумора в Ґурагуморський повіт, після чого Радівецький повіт знову складався з двох судових повітів.

У Радівецькому повіті в 1869 році проживала 73 601 особа, до 1900 року чисельність населення зросла до 82 152 осіб. Серед населення в 1900 р. було 8 864 русини-українці (10,8 %), 21 493 особи розмовляли німецькою (26,2 %), 47 919 румунською (58,3 %) та 3 326 іншою мовою (4 %). Повіт у 1900 р. займав площу 1840,97 км², включав два судові повіти з 28 гмінами (самоврядними громадами) та 5 фільварками (приватні маєтки без місцевої ради, якими керували їх власники).

Повіт за переписом 1910 року налічував 28 населених пунктів, об'єднаних у 28 гмін (самоврядних громад) та у два судові повіти. Площа повіту становила 1841 км², проживали 91 018 осіб. За віросповіданням: 14 100 римо-католиків, 1 165 греко-католиків, 21 вірмено-католик, 62 349 православних, 353 лютерани, 52 липовани і 9 442 юдеї. За національністю: 23 822 німців, 114 чехів-моравців-словаків, 845 поляків, 8 533 українців, 47 словенців, 10 італійців, 54 762 румуни, 2 502 угорці, 383 чужоземці. Щодо чисельності румунського населення 1910 року історики зауважили його завищення внаслідок «значної фальсифікації перепису 1910 року» румунською владою.
| Рік  | Жителі | Німецькомовні | Україномовні | Румунськомовні | Інші мови |
| ---- | ------ | ------------- | ------------ | -------------- | --------- |
| 1869 | 73.601 |               |              |                |           |
| 1880 | 81.410 | 17.336        | 7.003        | 52.288         | 4.645     |
| 1890 | 92.554 | 20.687        | 8.837        | 58.080         | 4.297     |
| 1900 | 82.152 | 21.493        | 8.864        | 47.919         | 3.326     |
| 1910 | 91.018 | 23.822        | 8.533        | 54.762         | 3.901     |

## Самоврядні громади на 1910 рік[7]
Судовий повіт Обервіков
- Білка
- Карлсберг або Гута
- Віків Горішній
- Путна
- Стража
- Віків Долішній

Судовий повіт Радівці
- Андрашфалва
- Бурла
- Фратівці Старі Німецькі
- Бадевць Німецький
- Сатулмаре Німецьке
- Фірстенталь
- Ґаланешти
- Костиша
- Марджина
- Фратівці Нові
- Городник Горішній
- Милишівці Вишні
- місто Радівці
- Фратівці Старі Румунські
- Бадевць Румунський
- Сатулмаре Румунське
- Сучавиця
- Городник Долішній
- Войтинель
- Воловець

Судовий повіт Селятин
- Ізвори
- Шипіт Камеральний
- Молдова-Суліца
- Нісіпіту
- Палтин
- Руська
- Сарата
- Селятин
- Ульма

## Перша світова війна
Під час Першої світової війни територія повіту неодноразово займалася російськими військами. Протягом цього часу повітом керував призначений окупаційною владою намісник («начальник уезда»).

## Після падіння Австро-Угорщини

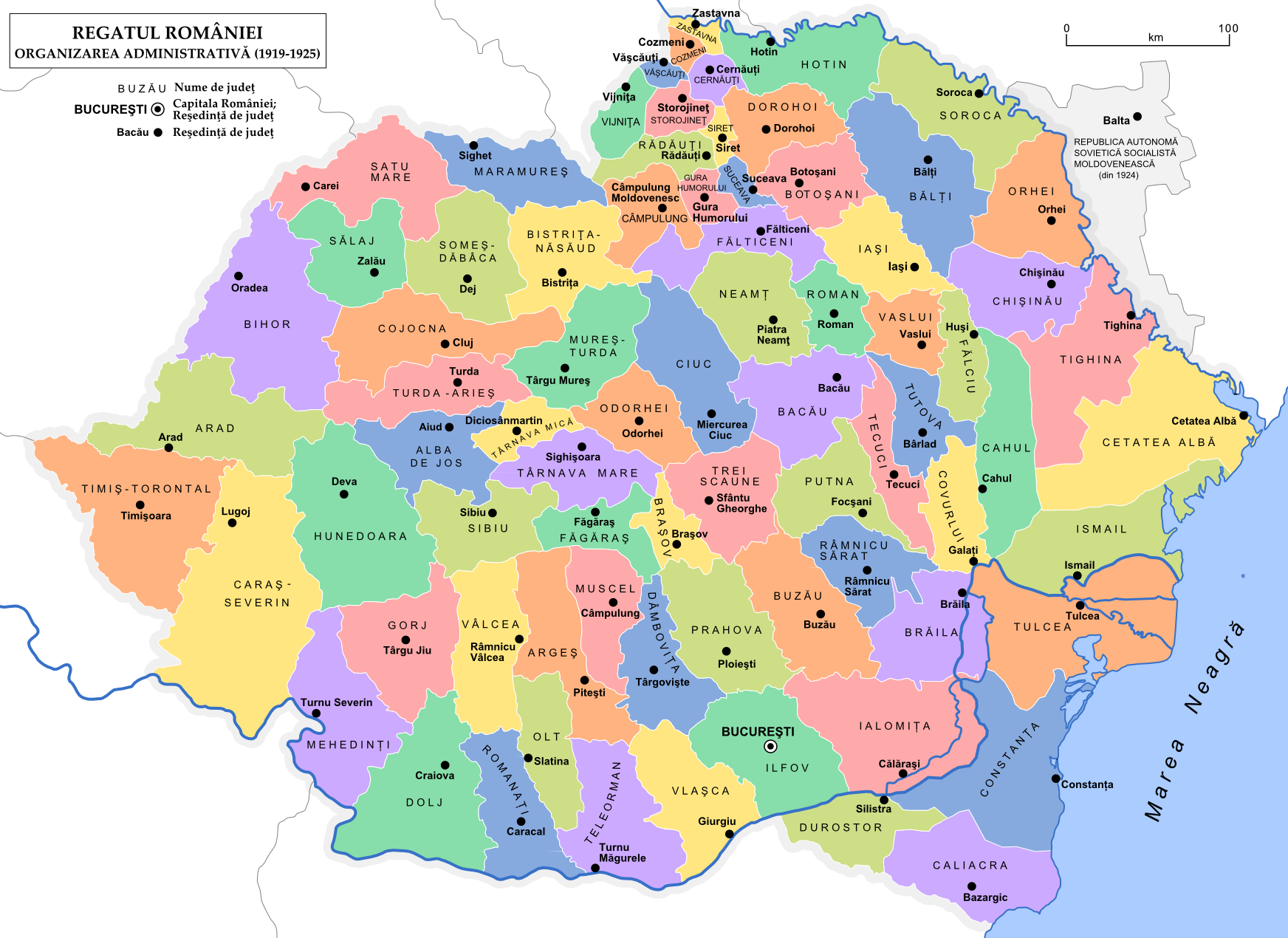
Адміністративно-територіальний поділ Королівства Румунія (1919-1925)

6 листопада 1918-го року останній Буковинський крайовий президент граф Йозеф фон Ездорф офіційно передав владу у повітах де переважна більшість мешканців становили румуни (зокрема Радівецькому) представнику румунської громади Аурелу Ончулу.

Однак Румунське королівство, спираючись на шовіністичні кола серед лідерів місцевої румунської громади, не визнала розподілу Герцогства Буковина за етнічною ознакою, і прагнучи заволодіти всім краєм, розпочала військову операцію, підсумком якої стала анексія всієї Буковини.

З 1919 року Радівецький повіт (як й інші повіти) було реорганізовано в жудець Радівці, який  до 1925 року зберігався у тих самих межах.

Відповідно до закону від 14 червня 1925 р., жудець Радівці був розширений за рахунок ліквідованих жудеців Серет (повністю) та Вижниця (частково).